# Karlínská sokolovna
Sokolovna v Karlíně v Praze stojí v ulici Malého poblíž křižovatky s ulicí Prvního pluku u Negrelliho viaduktu a Karlínských kasáren. Je chráněna jako nemovitá kulturní památka České republiky.

## Historie
Sokolovna byla postavena v letech 1886–1887 podle návrhu stavitele Josefa Blechy staršího.

## Popis
Budova Sokola je postavená na nepravidelném půdorysu, který je dán stavební parcelou. Starší novorenesanční část byla ve 20. letech 20. století doplněna moderní přístavbou na východní straně. Hlavní vstup do budovy lemují korintské polosloupy, vstupní dveře jsou zaklenuty půlkruhovou profilovanou archivoltou. Nadpraží zdobí nápis „NI ZISK NI SLÁVU“, na předstoupeném rizalitu jsou umístěny oválné niky s bustami Tyrše a Fügnera a pás kordonové římsy je opatřen atikou se středovým nástavcem s nápisem SOKOL. Vstupní vestibul je založen na kruhovém půdorysu a vystupuje se z něj po schodišti do patra. Historizující sál ukončuje půlkruhová nika, podél celého jeho obvodu probíhá v patře galerie, kterou nesou zdobné konzole. Nový sál je proveden v jednoduchých geometrických formách. V objektu se zachovala původní dispozice, hmotové řešení a řada uměleckořemeslných detailů, například truhlářské práce, dlažby nebo architektonické detaily.